# 모니카 크루스
모니카 크루스(Mónica Cruz, 1977년 3월 16일 ~ )는 스페인의 배우, 무용가이다. 배우 페넬로페 크루스의 여동생이다.

## 출연 작품
- 제리 코튼 (2010)
- 아스테릭스: 미션 올림픽 게임 (2008)
- 인콰이어리 (2006)
- 마지막 시간 (2006)